# Manželem náhodou (Plantade)
Manželem náhodou (ve francouzském originále Le Mari de circonstance) je opéra comique o jednom dějství francouzského skladatele Charlese-Henriho Plantada na libreto francouzského dramatika Eugèna de Planarda. Premiéru opery uvedlo 18. března 1813 pařížské divadlo Théâtre Impérial de l'Opéra-Comique.

## Vznik, charakteristika a historie
Opéra comique Manželem náhodou je poslední uvedená opera Charlese-Henriho Plantada (1764–1839), autora řady drobných oper pro Théâtre Feydeau – i po jeho fúzi s divadlem Opéra-Comique – a především písní (romancí). Libreto k ní napsal plodný dramatika a libretista François-Antoine-Eugène de Planard (1783–1853). V opeře Manželem náhodou převládá text; zpěvních čísel je poměrně málo a zřídkakdy pomáhají k rozvoji děje.

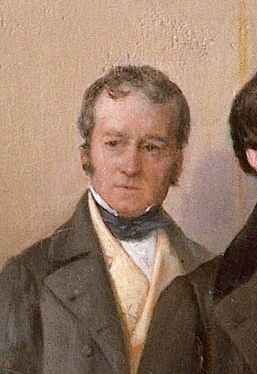
Eugène de Planard, výřez z obrazu Françoise-Josepha Heima z roku 1847

V zrcadle kritiky získal pochvalu především Planardův text. Biographie nouvelle des contemporains vypočítává přednosti: „lehký děj, ale živá, sevřená zápletka, hodně šťastných míst v dialogu; je to jedno z nejpříjemnějších Mistrových děl“. Tisk se shodoval na tom, že Plantadova hudba ustupovala značně do pozadí, na jejích konkrétních přednostech či nedostatcích se neshodovala. Tak Mercure de France psal: „Jsme příjemně překvapeni, že v opeře nalézáme komické situace a dobře řazené scény, které všechny směřují k rozuzlení. Pan Plantade cítil, že do díla, jehož děj má takový spád, je třeba vložit málo hudby; a, kterou dodal, je hodna pověsti tohoto milého skladatele, jehož všechny výtvory se vyznačují ušlechtilostí a melodií; ale tato opera […] by mohla být hrána se stejným úspěchem jako veselohra.“ Podobně psal deník Le Journal de Paris „Manžel náhodou kráčí […] vesele; jeho prostá, ale přirozená próza, pár bonmotů a jeho komický děj stačily k přilákání a udržení davu; je to poprvé, co lyra pana Plantada potřebovala oporu; a je to poprvé, co publikum lituje, že jeho pozornost je rozptylována písněmi tohoto skladatele.“ Přísnější byl Journal des arts: „Tato malá aktovka dosáhla nesporného úspěchu. Její zápletka je živá, zábavná, a text dokonale ospravedlňuje označení „komická opera“. Některé příchody a odchody mohly být lépe motivované. Hudba je slabou částí díla. Předehra se jevila bezvýznamná a obecně tato skladba postrádá nové myšlenky nebo šťastné motivy.“

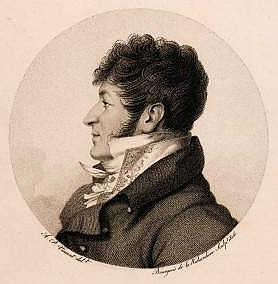
Skladatel Charles-Henri Plantade, rytina Antoina-Achilla Bourgeoise de La Richardière z roku 1806

Nouvelle biographie générale později v životopise Plantada uváděla, že „propadnutí dílka Manželem náhodou […] zošklivilo Plantadovi hudbu pro divadlo a poté, co nahradil Persuise roku 1816 jako dirigent královské kaple, psal už jen církevní skladby.“ Je však třeba říci, že z divadelního hlediska byla tato opera naopak od počátku značně úspěšná; již o premiéře se psalo, že „přilákala mnoho lidu a sklidila velký úspěch“. Hrála se například 17. května 1813 v paláci Saint-Cloud pro Napoleonův dvůr. V Opéra-Comique se hrála ještě roku 1826 a jsou zmínky o jejím uvádění v jiných francouzských městech (namátkou Nancy 1814, Grenoble 1835). Již 13. října 1813 ji uvedlo hlavní bruselské divadlo La Monnaie, v témže městě ji hrálo v roce 1818 Théâtre du Parc, v prosinci 1813 se hrála v Lutychu. Vlivný slovník Biographie universelle des musiciens Françoise-Josepha Fétise však o této opeře uvádí, že „toto dílo představuje ve Francii vzácný případ prostřední hudby, která uškodila úspěchu pěkné komedie.“
Totéž libreto zhudebnil o dost později polský skladatel Antoni Orlowski (1811–1861), od roku 1830 v exilu ve Francii. Jeho verze měla premiéru 5. března 1836 v Théâtre des Arts v Rouenu a kritika tvrdila, že jeho „hudba daleko předčí Plantadovu“. 31. října téhož roku 1836 měla v Bruselu premiéru rovněž opera, kterou na totéž libreto zkomponoval vojenský kapelník Torra Morel; neuspěla.
Planardovo libreto posloužilo také jako základ veselohru Johanna Wenzela Lemberta (vl. jm. Václava Tremlera) Der Gemahl von ungefähr, která byla vydána roku 1816, a pro stejnojmennou operu Vojtěcha Jírovce, která měla premiéru téhož roku.

## Osoby a první obsazení
| osoba                                           | hlasový obor         | premiéra (18. března 1813)     |
| ----------------------------------------------- | -------------------- | ------------------------------ |
| Pan de Verteuil                                 | baryton              | Simon Chenard                  |
| Sophie, jeho neteř, mladá vdova                 | soprán               | Marie-Julienne Boulanger       |
| Dorlis, jeho synovec, zamilovaný do Sophie      | tenor                | Charles-Marie-Auguste Ponchard |
| Saint-Firmin, mladý důstojník, zaslíbený Sophii | tenor (haute-contre) | Paul (vl. jm. Paul Dutrek)     |
| Comtois, komorník pana de Verteuil              | basbaryton           | Jean-Blaise Martin             |
| Bastien, zahradník                              | tenor (trial)        | Lesage                         |
| Postilion                                       | mluvená role         | Théodore                       |

## Děj opery
(Odehrává se na zámku pana de Verteuil, dvě míle od Paříže. Jeviště představuje zahradu s mřížovou branou a domkem zahradníka.)
Na zámku u Paříže žije pan de Verteuil se svou neteří Sophií. Sophiina rodina dříve žila v Americe a dívka byla v raném věku provdána za muže jménem Darmincourt. Ten zanedlouho zahynul při ztroskotání lodi, když předtím stačil zlomit Sophiino srdce a promrhat její jmění. Pan de Verteuil je zapleten do dlouhého soudního sporu s panem Saint-Firminem z Bretaně, který mu nabídl smír, pokud se Sophie provdá za jeho syna. Sophie svolila a ženich je očekáván v příštích dnech, jenže mezitím se ke Verteuilovi přistěhoval jeho synovec Dorlis a se Sophií se do sebe zamilovali. Sophie se snaží se smluveného sňatku vyvléci, ale Verteuil o tom nechce slyšet. Sophie si o samotě stýská a přiznává se ke své dosud neprojevené lásce k Dorlisovi (árie Sans l'aveu de mon cœur … Au sein du plus tendre ménage).
Dorlis přichází s Verteuilovým mazaným komorníkem Comtoisem a vypráví Sophii, že vymysleli trik: objednali z Paříže nějakého muže, aby se vydával za zachráněného Darmincourta, Sophiina manžela. Pak bude muset strýc její sňatek se Saint-Firminem odvolat. Sophie se nejprve zdráhá podílet na tomto podvodu, ale nakonec se nechá přemluvit (tercet Oui, madame, c'est moi dont la nécromancie … Ah! quelle coupable folie!).

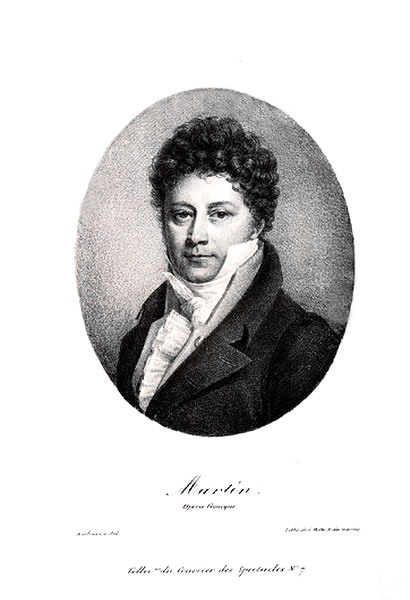
Slavný barytonista Jean-Blaise Martin hrál v opeře Manželem náhodou roli intrikánského komorníka Comtoise. Rytina C. Motteho

Pan de Verteuil přichází a radí se s Comtoisem. Dostal totiž dopis od údajného Darmincourta, ve kterém mu oznamuje, že si přijede vyzvednout svou ženu. Verteuil má podezření na nějaké spiknutí, do něhož je Sophie zapletena, ale Comtoisovi důvěřuje. A protože Comtois skutečného Darmincourta znal, slibuje dát Verteuilovi příslušné znamení, jakmile se muž objeví. O samotě si komorník libuje ve svém intrikánském umění (árie Qu'on l'approuve ou qu'on la fronde). Jenže jejich jeho smlouvání s milenci zaslechl zahradník Bastien a nechá si od Comtoise za mlčení zaplatit.

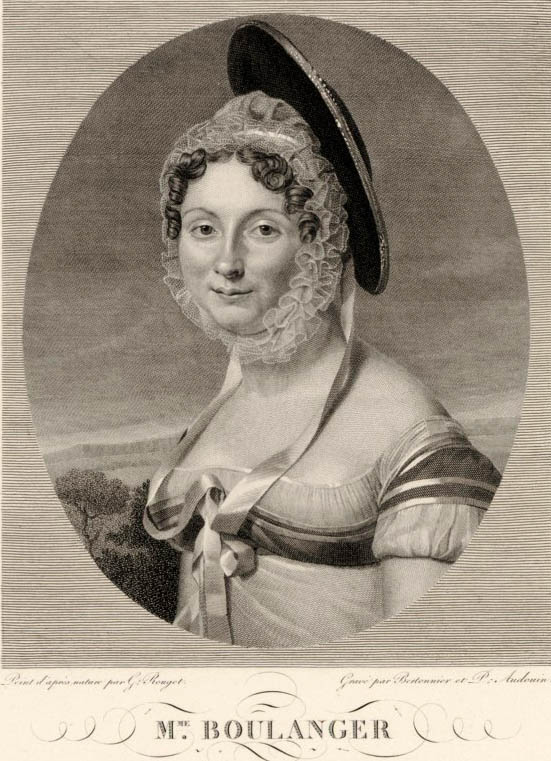
Marie-Julienne Boulangerová, první představitelka Sophie v opeře Manželem náhodou, rytina z roku 1820

Poštovním dostavníkem přijíždí – dříve, než byl čekán – mladý Saint-Firmin, energický a duchaplný důstojník. Bastien ho má za falešného Darmicourta, ale Saint-Firmin ho vyvede z omylu a navíc si dá od zahradníka za peněžitou odměnu vysvětlit celou intriku. Rozhodne se jí využít a vydávat se za falešného manžela, aby okouknul svou nastávající a její rodinu. Bastien ho přivede k Verteuilovi a Comtois i Sophie potvrzují jeho totožnost jako ztraceného manžela. „Darmincourt“ tvrdí, že strávil roky v zajetí a že ho tento zážitek napravil; ihned se má důvěrně ke své údajné choti (k Dorlisově vzteku) a pana de Verteuil si nakloní lichotkami a předstíráním sdílených zálib. Celá scéna je z hlediska spiklenců velkým úspěchem (kvintet Allons, entrons, je vous en prie … Gaiement nous passerons la vie). A zahradník si zatím mne ruce nad tím, že má navrch nad povýšeným komorníkem (kuplet Douze louis! ça met en train).
Comtois poté vyhledá Saint-Firmina, považuje ho za nájemného podvodníka z Paříže. Nařizuje mu, aby se vrátil domů; cíle bylo dosaženo, Vertueil právě píše Saint-Firminovi staršímu dopis odvolávající sňatek. Ale Saint-Firmin, aniž by se prozradil, Comtoisových pokynů nedbá a vyprošuje si, aby si k němu dovoloval důvěrnosti (duet Excusez mon impertinence). Comtois musí přemýšlet, co teď, a Bastien se zatím u brány rychle zbaví skutečného falešného Darmincourta, jen co se objeví…
I Dorlis a Sophie přicházejí za Saint-Firminem. Dorlis se ho snaží poněkud hrubě přesvědčit, aby zmizel, ale Saint-Firmin neustoupí. Naopak si stranou postěžuje Verteuilovi, že se jeho synovec chová k paní Darmincourtové příliš důvěrně, a Verteuil supícího Dorlise odvádí. Sophie Saint-Firmina znovu prosí, aby odešel, ale ten jí prozrazuje, že není nájemný podvodník… nýbrž její tajný ctitel. Klesá jí k nohám s přehnaným vyznáním lásky, pozorován zuřícím Dorlisem a potěšeným Verteuilem.
Comtois přivolal pro „Darmincourta“ drožku, aby ho odvezla, ale ten je ochoten odjet jen se svou zákonitou manželkou. Dorlis to nevydrží a přiznává Verteuilovi, že se ho pokoušeli oklamat; i Comtois se doznává k autorství lsti a ospravedlňuje se náklonností k mladému páru. Nyní se i Saint-Firmin konečně nechává poznat. Vzdává se nároků na Sophii a o výsledek sporu si rád s panem de Verteuil zahraje v karty. Všichni jsou nakonec spokojeni, i Comtois, který skřípe zuby, že byl přelstěn, ale alespoň se vyhnul trestu. V lásce stejně jako ve válce jsou lsti a léčky povoleny (sbor-sextet Allons, indulgence pléniere).